# 石井由紀子
石井 由紀子（いしい ゆきこ、1981年9月28日 - ）は、日本のフリーアナウンサー、ラジオパーソナリティ。千葉県船橋市出身。日本女子大学卒業。

## 来歴・人物
日本女子大学を卒業後、新卒として一般企業で勤務していたが、2009年に退職した。その後はフリーアナウンサーとしてエス・オー・プロモーションに所属して活動を開始した。開始当初はJ:COM すみだ・台東と契約を結んでキャスターとして活動していたが、2014年3月で契約を終了した。契約終了後はしばらくの間司会等を中心として活動していたが、2016年4月にFM FUJIでラジオパーソナリティとして抜擢され、ラジオを中心として活動を行っている。

## 出演

### 現在

#### テレビ
- ジモト応援！茨城つながるNews（J:COMチャンネル 茨城、？ - ）

#### ラジオ
- Y'S TOKYO（FM FUJI、2020年7月4日[6] - ）

### 過去

#### テレビ
- デイリーニュース（茨城）（J:COMチャンネル 茨城、木曜担当、2020年1月16日[7] - ？）

#### ラジオ
- 水曜JUNK 山里亮太の不毛な議論（TBSラジオ、子供達を責めないでシリーズのナレーションのみ、2016年 - 2020年1月30日[8]）
- Yes! Morning（FM FUJI、月曜担当[注 1]、2018年4月2日[9] - 2019年3月25日[10]）
- こうふ開府500年記念番組「てくてくこうふ」（FM FUJI、2019年1月5日[11] - 2019年12月28日[12]）
- Dive for Music（FM FUJI、2019年1月6日[11] - 3月25日）
- 渋谷のザ・ベストテン（渋谷のラジオ、2020年2月6日[13]、代打出演）